# Животът на момчето
„Животът на момчето“ (на английски: This Boy's Life) е американски биографична драма от 1993 година, основаваща се на едноименния мемоар, написан от Тобаяс Улф. Режисирана е от Майкъл Кантън-Джоунс и във филма участват Леонардо ди Каприо като Тобаяс „Тоби“ Улф, Робърт Де Ниро като пастрокът на Тоби – Дуайт Хенсън, и Елън Баркин като майката на Тоби, Карълайн. Филмът отбелязва за първи път сътрудничеството на Леонардо ди Каприо и Робърт Де Ниро. Поддържащият актьорски състав се състои от Крис Купър, Карла Гуджино, Илайза Душку и Тоби Магуайър, който също отбелязва първата си роля в пълнометражен филм.
Това е първото екранно сътрудничество на Магуайър и Ди Каприо, които работят заедно и в „Кафе „Донс Плам“ и във „Великият Гетсби“.

## Актьорски състав
| Актьор             | Роля                |
| ------------------ | ------------------- |
| Леонардо ди Каприо | Тобаяс „Тоби“ Улф   |
| Робърт Де Ниро     | Дуайт Хенсън        |
| Елън Баркин        | Карълайн Улф Хенсън |
| Илайза Душку       | Пърл Хенсън         |
| Крис Купър         | Рой                 |
| Карла Гуджино      | Норма Хенсън        |
| Зак Хенсли         | Скипър Хенсън       |
| Трейси Елис        | Кати                |
| Кати Кини          | Мериън              |
| Тоби Магуайър      | Чък Болгър          |
| Майкъл Бакъл       | Тери Тейлър         |
| Герит Греъм        | Господин Хауърд     |
| Шон Мъри           | Джими Вурхийс       |
| Лий Уилкоф         | Директор Скипи      |